# НЧУ 741
НЧУ 741 е широко разпространеният сред новаците-любители на електрониката усилвател с операционния усилвател 741. Схемата му не е сложна и се използва управление по захранващите вериги на ОУ 741.